# براين جونز (لاعب كرة قدم بريطاني)
براين جونز (بالإنجليزية: Bryn Jones)‏ هو مدرب كرة قدم ولاعب كرة قدم بريطاني، ولد في 8 فبراير 1948 في Llandrindod Wells ‏ في المملكة المتحدة. لعب مع كارديف سيتي ونادي بريستول روفيرز ونيوبورت كونتي ويوفل تاون.